# Ruby Princess
Ruby Princess — круизное судно компании Princess cruises

## Описание
Корабль принадлежит компании Carnival Corp. Построен в 2008 году. В октябре 2018 реновация

## Вирус
Полиция Австралии, штат Новый Южный Уэльс, в ходе следствия допросила капитана, изъяла логи электронных приборов / черные ящики корабля, в марте 2020 года корабль стал причиной вируса в Австралии, пассажиры по разрешению были высажены в порту Сидней без измерения температуры. 15 человек погибло.